# Ishikawajima Jidōsha Seisakusho

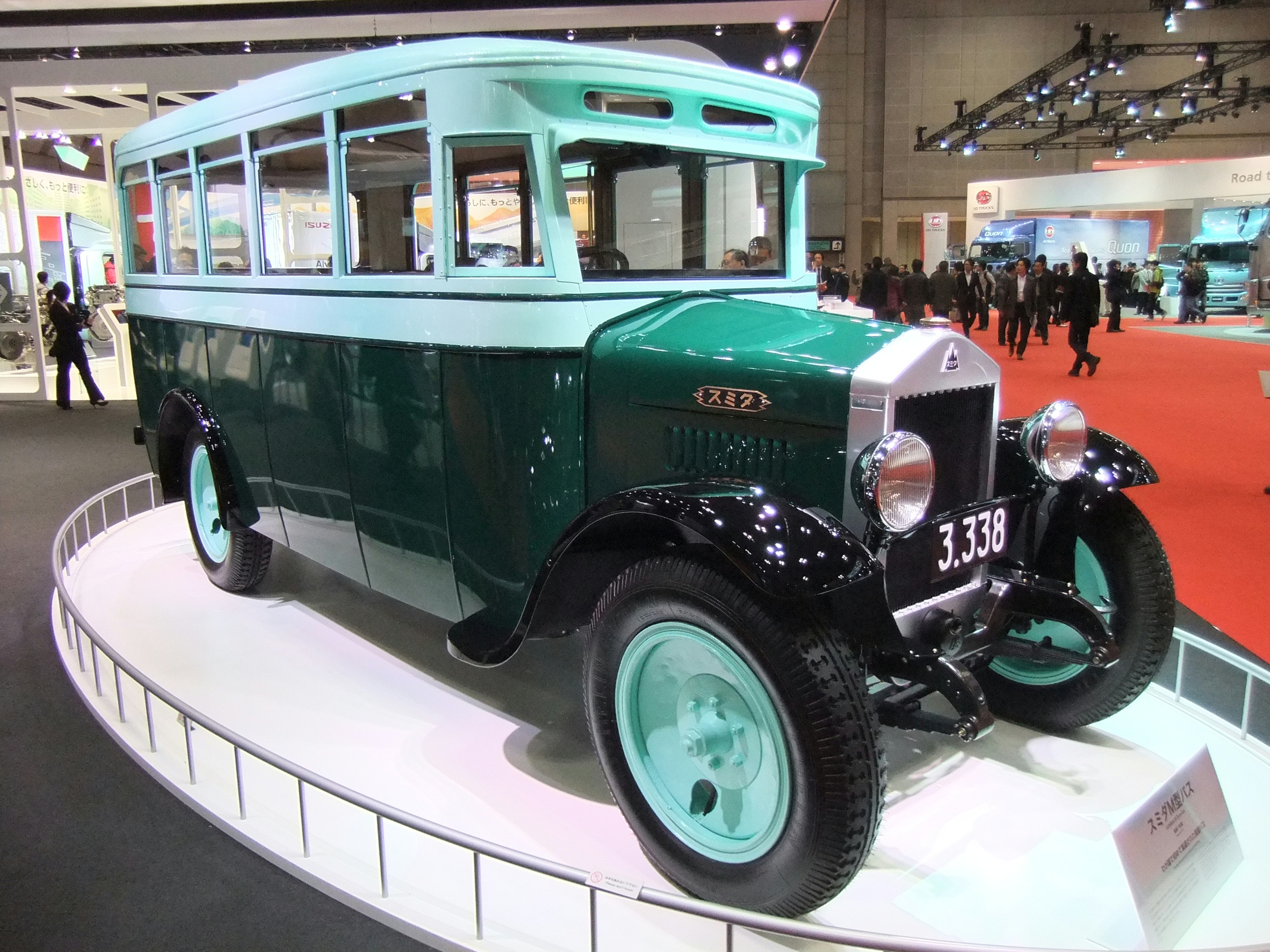
Sumida M von 1932

Ishikawajima Jidōsha Seisakusho (jap. 石川島自動車製造所, engl. Ishikawajima Automobile Manufacturing Company oder Ishikawajima Automotive Works Co. Ltd.) war ein Hersteller von Kraftfahrzeugen aus Japan.

## Unternehmensgeschichte
Das Unternehmen aus Tokio entstand 1929 als Auslagerung der Automobilproduktion von Ishikawajima. Es stellte Lastkraftwagen, Omnibusse und Militärfahrzeuge her. Der Markenname lautete Sumida. 
1933 kam es zur Fusion mit Datsun bzw. Übernahme von Datsun, allerdings ohne die Pkw-Abteilung von Datsun. Eine Quelle nennt diesbezüglich das Datsun-Werk in Osaka.
Das neue Unternehmen hieß Jidōsha Kōgyō Co. Ltd. (englisch Automobile Industries Co. Ltd.) Eine Quelle gibt an, dass das gemeinsame Unternehmen für die Herstellung von Lastkraftwagen für den zivilen Markt gegründet wurde.

## Fahrzeuge
Als Omnibus ist das Modell M von 1932 mit 20 Sitzen überliefert, der einen Vierzylindermotor mit 2700 cm³ Hubraum hatte.
Der Breitspur-Triebwagen Typ 91 war ein Militärfahrzeug.